# ائتلاف آلمان و عثمانی

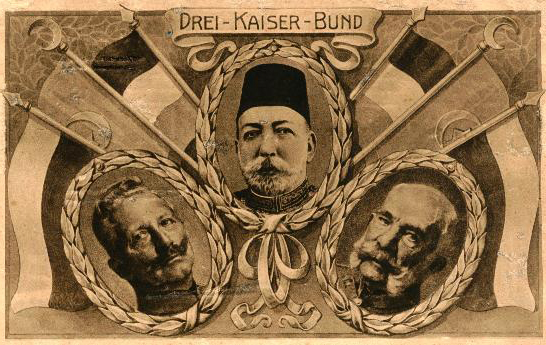
تصویری از سه امپراتور (امپراتور آلمان، عثمانی، اتریش-مجارستان)

ائتلاف عثمانی - آلمان (Ottoman–German alliance) اتحادی بین امپراتوری آلمان و امپراتوری عثمانی بود که در ۲ آگوست ۱۹۱۴ و اندکی پس از آغاز جنگ جهانی اول منعقد شد. این اتحاد به عنوان بخشی از یک پیمان مشترک با هدف تقویت و مدرنیزه کردن ارتش امپراتوری عثمانی و دسترسی آلمان را به صورت امن به مستعمره‌های انگلیس بود.
در آستانه جنگ جهانی اول، امپراتوری عثمانی نقشی مخرب داشت. در نتیجه جنگهای پی در پی در این دوره، بسیاری از سرزمینهای آن از دست رفته بود، اقتصادش به هم ریخته و نیروهایش فرسوده بودند. امپراتوری عثمانی برای بهبودی و انجام اصلاحات به زمان نیاز داشت، اما جهان به جنگ کشیده شد و زمانی برای آنها باقی نبود. پس از جنگ ایتالیا و عثمانی و جنگ‌های بالکان، منابع امپراتوری به طور کامل تخلیه شد. از آنجا که به دلیل جنگ جهانی اول خنثی ماندن و تمرکز بر بهبودی امکان پذیر نبود، امپراتوری مجبور شد با یک اردوگاه متحد شود. مقادیر کافی سلاح و ماشین آلات باقی نمانده بود و امپراتوری توانایی مالی برای خرید ادوات جدید را نداشت. تنها گزینه برای باب عالی ایجاد اتحاد با یک قدرت اروپایی بود. همانطور که طلعت پاشا، وزیر کشور عثمانی، در خاطرات خود نوشت: "ترکیه نیاز به پیوستن به یکی ائتلاف‌ها داشت تا بتواند اداره داخلی خود را سازماندهی کند، تجارت و صنعت خود را تقویت و حفظ کند و راه آهن خود را گسترش دهد، به طور خلاصه، برای زنده ماندن و وجود آن را حفظ کند."